# トレバー・ローゼンタール
- トレバー・ローゼンタル
- トレバー・ローゼンサル

トレバー・ジョーダン・ローゼンタール（Trevor Jordan Rosenthal, 1990年5月29日 - ）は、アメリカ合衆国ミズーリ州リーズ・サミット出身のプロ野球選手（投手）。右投右打。愛称はビッグ・ティー（Big T）。

## 経歴

### プロ入りとカージナルス時代
2009年のMLBドラフト21巡目（全体639位）でセントルイス・カージナルスから指名され、6月27日に契約した。
2012年7月16日にメジャー初昇格を果たし、18日のミルウォーキー・ブルワーズ戦で2番手として登板し、メジャーデビュー。これにより、カージナルスの記念すべき通算2,000人目の選手となった。カージナルスは全球団で初の大台到達であった。マイナーでは先発だがこの年はリリーフとして活躍し、投球回数22.2を上回る25奪三振を記録した。
2013年は開幕ロースター入りし、74試合に登板。2勝4敗3セーブ、防御率2.63、108奪三振を記録した。
2014年はクローザーに抜擢され、2勝6敗45セーブ、防御率3.20（ナショナルリーグ2位）という成績を記録。しかし、制球力が雑な為、四球を出す頻度が高く、3人で切り抜けたセーブは45セーブ中11セーブだけだった。四球の多さはWHIPにも反映されており、1.41とやや高めだった。
2015年は前年よりも良い調子で投げ、オールスターゲームにも初選出された。最終的には68試合に登板し、2年連続でリーグ2位の48セーブをマーク。与四死球を前年の半分近くにまで減らし、防御率（2.10）とWHIP（1.27）も改善し、抑えとして成長の跡を見せた。プレーオフ（シカゴ・カブスとのディビジョンシリーズ）では2試合に登板し、無失点に抑えたが、セーブを挙げる事はなかった。
2016年は調子が優れず、呉昇桓が抑えを務めることもあった。最終成績は、45試合の登板で防御率4.46、2勝4敗14セーブ、WHIP1.91という成績に終わり、通算100セーブを達成した事くらいが唯一のハイライトだった。ただ、三振奪取能力は以前の水準に戻り、キャリア2位の奪三振率12.5をマークした。
2017年はリリーフとして開幕を迎えたが、7月には抑えに配置転換された。しかし8月17日に右肘の故障で10日間の故障者リストに入り、その後トミー・ジョン手術を受けた。オフの11月6日にFAとなった。この年の最終成績は、50試合の登板で3勝4敗11セーブ、防御率3.40にとどまった。

### ナショナルズ時代
2018年はFAとしてリハビリに専念した。怪我が癒えたこともあり、10月上旬にカリフォルニアでショーケースを開催し、速球はコンスタントに90mph後半、最速で100mphを計測した。11月3日、ワシントン・ナショナルズと単年700万ドルの契約を結んだ。
2019年3月30日のニューヨーク・メッツ戦で移籍後初登板したが、1つのアウトも取れずに4失点し、敗戦投手になった。その後の3登板でも1アウトも取れず降板し、防御率が∞（無限）になる珍事が発生した。5登板目にしてようやくアウトをとったが、その後も失点を重ねたことともあり、4月26日に故障者リスト入りした。6月10日に復帰した後は安定した投球を見せつつあったが、22日のアトランタ・ブレーブス戦で先頭打者から3連続四球を与えて降板すると、翌23日にFAとなった。

### タイガース時代
2019年6月29日にデトロイト・タイガースとマイナー契約を結んだ。傘下のAAA級トレド・マッドヘンズに配属された後、7月15日にメジャー契約を結んでアクティブ・ロースター入りした。8月8日にDFAとなり、10日にマイナー契約でAAA級トレドへ配属の後、11日にFAとなった。

### ヤンキース傘下時代
2019年8月18日にニューヨーク・ヤンキースとマイナー契約を結び、傘下のA-級スタテンアイランド・ヤンキースへ配属された。オフの11月4日にFAとなった。

### ロイヤルズ時代
2020年1月13日にカンザスシティ・ロイヤルズとマイナー契約を結び、2020年のスプリングトレーニングに招待選手として参加することになった。3月25日にメジャー契約を結んで40人枠入りした。

### パドレス時代
2020年8月29日にエドワード・オリバレス、後日発表選手とのトレードで、サンディエゴ・パドレスへ移籍した。オフの10月28日にFAとなった。

### パドレス退団後
2021年2月22日にオークランド・アスレチックスと300万ドルの単年契約を結んだ。同年は肩を痛めて開幕を故障者リストで迎え、そのまま1年を通じて登板することはなかった。オフの11月3日にFAとなった。
2022年7月22日にサンフランシスコ・ジャイアンツと契約したが、怪我のためここでも登板することはなかった。

### ブルワーズ傘下時代
2022年8月2日にトリスタン・ピーターズとのトレードで、ミルウォーキー・ブルワーズへ移籍した。17日に傘下のAAA級ナッシュビル・サウンズで2年ぶりに実戦復帰したが、3試合に登板した後に再び肩を痛め、この年の残りの試合を欠場した。オフの11月6日にFAとなった。

### タイガース傘下時代
2023年3月7日に古巣のタイガースとマイナー契約を結んだ。AAA級トレド・マッドヘンズで2試合に登板したものの、4月下旬に右肘の捻挫を負った。6月9日よりA-級レイクランド・タイガースでリハビリを開始した。しかし、5日後に右肘尺側側副靱帯(UCL)再建手術を受けることになった。7月2日に放出された。

## 投球スタイル
最速101mph（約162.5km/h）、平均98mph（約158km/h）のフォーシームが投球全体の75%前後を占める剛速球投手で、変化球は87mph（約140km/h）前後のチェンジアップを武器とするほか、スライダーを織り交ぜる。ごく稀にツーシーム、2種類のカーブなどを投げることがある。
MLB1年目の2012年は変化球はカーブが大半だったが、2013年からはカーブからチェンジアップに切り替えたことで高い奪三振率を残している。

## 詳細情報

### 年度別投手成績
| 年 度    | 球 団    | 登 板 | 先 発 | 完 投 | 完 封 | 無 四 球 | 勝 利 | 敗 戦 | セ 丨 ブ | ホ 丨 ル ド | 勝 率 | 打 者 | 投 球 回 | 被 安 打 | 被 本 塁 打 | 与 四 球 | 敬 遠 | 与 死 球 | 奪 三 振 | 暴 投 | ボ 丨 ク | 失 点 | 自 責 点 | 防 御 率 | W H I P |
| -------- | -------- | ----- | ----- | ----- | ----- | -------- | ----- | ----- | -------- | ----------- | ----- | ----- | -------- | -------- | ----------- | -------- | ----- | -------- | -------- | ----- | -------- | ----- | -------- | -------- | ------- |
| 2012     | STL      | 19    | 0     | 0     | 0     | 0        | 0     | 2     | 0        | 3           | .000  | 89    | 22.2     | 14       | 2           | 7        | 0     | 1        | 25       | 1     | 0        | 7     | 7        | 2.78     | 0.93    |
| 2013     | STL      | 74    | 0     | 0     | 0     | 0        | 2     | 4     | 3        | 29          | .333  | 311   | 75.1     | 63       | 4           | 20       | 0     | 6        | 108      | 3     | 0        | 25    | 22       | 2.63     | 1.10    |
| 2014     | STL      | 72    | 0     | 0     | 0     | 0        | 2     | 6     | 45       | 2           | .250  | 308   | 70.1     | 57       | 2           | 42       | 5     | 4        | 87       | 1     | 1        | 25    | 25       | 3.20     | 1.41    |
| 2015     | STL      | 68    | 0     | 0     | 0     | 0        | 2     | 4     | 48       | 0           | .333  | 287   | 68.2     | 62       | 3           | 25       | 3     | 1        | 83       | 7     | 0        | 16    | 16       | 2.10     | 1.27    |
| 2016     | STL      | 45    | 0     | 0     | 0     | 0        | 2     | 4     | 14       | 0           | .333  | 197   | 40.1     | 48       | 3           | 29       | 0     | 3        | 56       | 0     | 0        | 22    | 20       | 4.46     | 1.91    |
| 2017     | STL      | 50    | 0     | 0     | 0     | 0        | 3     | 4     | 11       | 12          | .429  | 202   | 47.2     | 37       | 3           | 20       | 0     | 2        | 76       | 2     | 0        | 20    | 18       | 3.40     | 1.20    |
| 2019     | WSH      | 12    | 0     | 0     | 0     | 0        | 0     | 1     | 0        | 1           | .000  | 43    | 6.1      | 8        | 0           | 15       | 0     | 3        | 5        | 5     | 0        | 16    | 16       | 22.74    | 3.63    |
| 2019     | DET      | 10    | 0     | 0     | 0     | 0        | 0     | 0     | 0        | 1           | .---  | 42    | 9.0      | 3        | 0           | 11       | 0     | 1        | 12       | 4     | 0        | 8     | 7        | 7.00     | 1.56    |
| '19計    | DET      | 22    | 0     | 0     | 0     | 0        | 0     | 1     | 0        | 2           | .000  | 85    | 15.1     | 11       | 0           | 26       | 0     | 4        | 17       | 9     | 0        | 24    | 23       | 13.50    | 2.41    |
| 2020     | KC       | 14    | 0     | 0     | 0     | 0        | 0     | 0     | 7        | 1           | ----  | 56    | 13.2     | 9        | 2           | 7        | 0     | 1        | 21       | 0     | 1        | 5     | 5        | 3.29     | 1.17    |
| 2020     | SD       | 9     | 0     | 0     | 0     | 0        | 1     | 0     | 4        | 0           | 1.000 | 35    | 10.0     | 3        | 0           | 1        | 0     | 0        | 17       | 0     | 0        | 1     | 0        | 0.00     | 0.40    |
| '20計    | SD       | 23    | 0     | 0     | 0     | 0        | 1     | 0     | 11       | 1           | 1.000 | 91    | 23.2     | 12       | 2           | 8        | 0     | 1        | 38       | 0     | 1        | 6     | 5        | 1.90     | 0.85    |
| MLB：8年 | MLB：8年 | 373   | 0     | 0     | 0     | 0        | 12    | 25    | 132      | 49          | .324  | 1570  | 364.0    | 304      | 19          | 177      | 8     | 22       | 490      | 23    | 2        | 145   | 136      | 3.36     | 1.32    |

- 2023年度シーズン終了時

### 記録
- MLBオールスターゲーム選出：1回（2015年）

### 背番号
- 64（2012年）
- 26（2013年 - 2014年）
- 44（2015年 - 2017年、2019年 - 同年6月22日）
- 19（2019年7月15日 - 同年終了）
- 40（2020年 - 同年8月28日）
- 47（2020年8月31日 - 同年終了）